# Le Casse du siècle
Ne doit pas être confondu avec The Big Short : Le Casse du siècle.
Pour plus de détails, voir Fiche technique et Distribution.
Le Casse du siècle, ou Infaillible au Québec (Flawless) est un film britannico-luxembourgeois réalisé par Michael Radford, sorti en 2007.

## Synopsis
À Londres, dans les années 1960, un homme d'entretien (Michael Caine), qui travaille chez un négociant en diamants, va s'allier avec Laura Quinn (Demi Moore), cadre chez ce même négociant mais qui n'a aucun espoir de monter en grade, pour voler des diamants qui se trouvent au coffre.

## Fiche technique
Sauf indication contraire, les informations mentionnées dans cette section peuvent être confirmées par la base de données cinématographiques IMDb,  présente dans la section « Liens externes ».
- Titre : Le Casse du siècle
- Titre québécois : Infaillible
- Titre original : Flawless
- Réalisation : Michael Radford
- Scénario : Edward Anderson
- Musique : Paul Englishby, Allan Jenkins, Robert Houston
- Direction artistique : Sophie Becher
- Costumes : Dinah Collin
- Photographie : Richard Greatrex
- Montage : Peter Boyle
- Production : Carola Ash, Jimmy de Brabant, Stephen Margolis, Albert Martinez Martin, Michael A. Pierce, Richard Pierce, Charles Salmon, Mark Williams
- Sociétés de production : Magnolia Pictures, Pierce/Williams Entertainment, Hyde Park International, Future Films, Delux Productions, Film Fund Luxembourg, Blue Rider Entertainment et Zero Gravity Management
- Distribution : Hyde Park International (Monde), Magnolia Pictures (États-Unis)
- Pays d'origine : Royaume-Uni, Luxembourg
- Langue originale : anglais
- Format : Couleurs - 1,85:1[2] - Son DTS, DTS stéréo -  35 mm[2]
- Budget : 20 000 000 $
- Genre : Drame et thriller
- Durée : 108 minutes
- Dates de sortie[3] : 
  - Espagne : 29 septembre 2007 (festival de Saint-Sébastien 2007)
  - Royaume-Uni : 28 novembre 2008
  - France : 16 juin 2009 (sortie en DVD)

## Distribution
Légende : Version Québécoise = VQ
- Demi Moore (VF : Marie Vincent ; VQ : Élise Bertrand) : Laura Quinn
- Michael Caine (VF : Dominique Paturel ; VQ : Vincent Davy) : M. Hobbs
- Lambert Wilson (VQ : Pierre Auger) : Finch
- Nathaniel Parker (VQ : Frédéric Paquet) : Ollie
- Shaughan Seymour (VQ : François Sasseville) : Eaton
- Nicholas Jones (VQ : Jean-François Blanchard) : Jameson
- Joss Ackland (VQ : Yves Massicotte) : Milton K. Ashtoncroft
- Silas Carson (VQ : Manuel Tadros) : Reece
- Derren Nesbitt (VQ : Hubert Gagnon) : Sinclair
- Stanley Townsend (en) (VQ : Sylvain Hétu) : Henry
- Jonathan Aris (VQ : Nicolas Charbonneaux-Collombet) : Boyle
- Constantine Gregory (en) (VQ : Alain Fournier) : Dmitriev
- William Scott-Masson (VQ : Denis Mercier) : Harold
- Natalie Dormer (VQ : Mélanie Laberge) : Cassie
- Kate Maravan (VQ : Viviane Pacal) : Trudy

## Production
Demi Moore et Michael Caine se retrouvent vingt trois ans après C'est la faute à Rio, remake américain du film français Un moment d'égarement, où ils incarnaient un père et sa fille.

## Box-office
- Mondial : 6 819 587 $[5]